# Adrian Duță
Adrian Duță (n. 2 mai 1953) este un fost un deputat român ales în județul Argeș în legislatura 1990-1992 pe listele partidului FSN. În legislatura 1990-1992, Adrian Duță a fost membru în grupurile parlamentare de prietenie cu Statul Israel, Republica Populară Chineză, Franța și Republica Venezuela.  În legislatura 1992-1996, Adrian Duță a fost ales pe listele partidului PDSR. 
Acesta și-a încheiat cariera de profesor la Școala Gimnazială "Liviu Rebreanu" din orașul Mioveni.